# بر دروازه ابدیت
بر دروازهٔ ابدیت نقاشی رنگ روغنی از ونسان ون گوگ است که در سال ۱۸۹۰ کشیده شده‌است. ون گوگ این نقاشی را زمانی که در جنوب فرانسه بسر می‌برد و حدود دو ماه پیش از درگذشتش کشید. این نقاشی پیرمردی را نشان می‌دهد که بر روی صندلی نشسته‌است، بازوانش را بر روی دو زانوی خود قرار داده و صورتش را در میان دستانش پنهان کرده‌است.

## دیگر نسخه‌ها
ون گوگ در دههٔ ۱۸۸۰ میلادی و پیش از کشیدن نقاشی اصلی چندین کار مشابه به صورت چاپ سنگی خلق کرده بود. این کارها امروزه در مجموعه‌ها و موزه‌های گوناگونی نگهداری می‌شوند. یک تابلو از این مجموعه نیز در موزه هنرهای معاصر تهران نگهداری می‌شود که زیر آن با «ونسان» امضا شده و در گوشهٔ سمت چپ پایین آن عبارت «بر دروازهٔ ابدیت» با جوهر مشکی نوشته شده‌است.

## نگارخانه

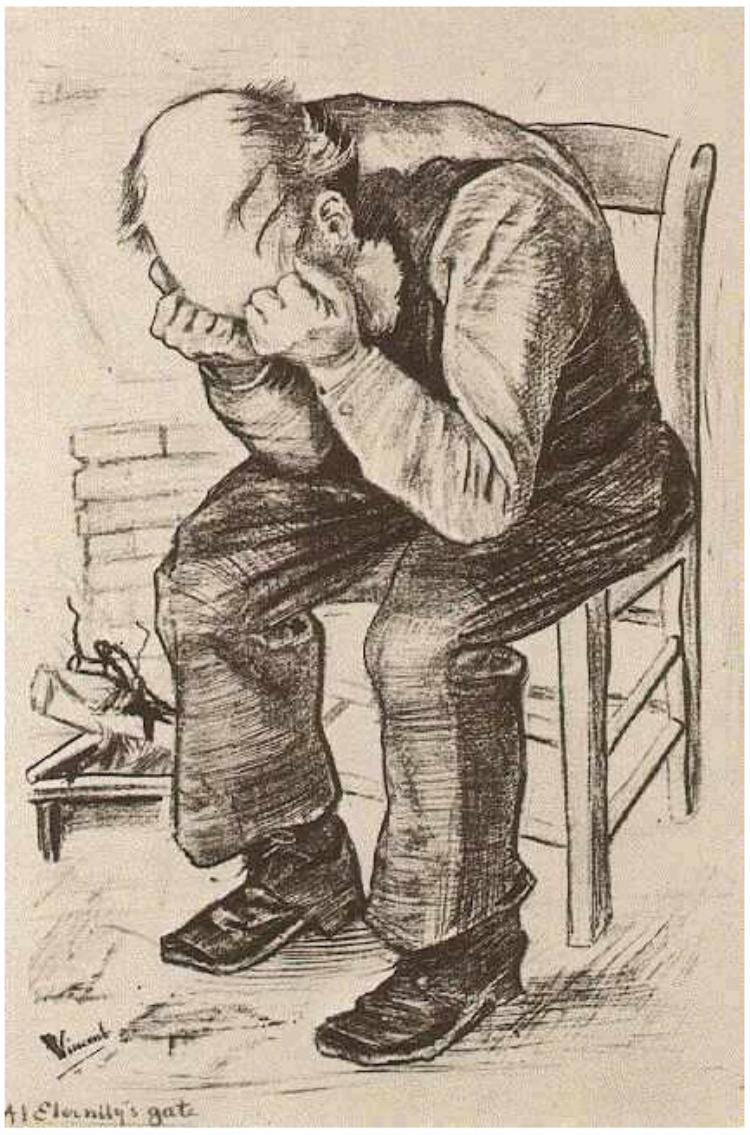
نسخهٔ چاپ سنگی موجود در موزه هنرهای معاصر تهران، ۱۸۸۲، ۵۰ × ۳۵ سانتیمتر
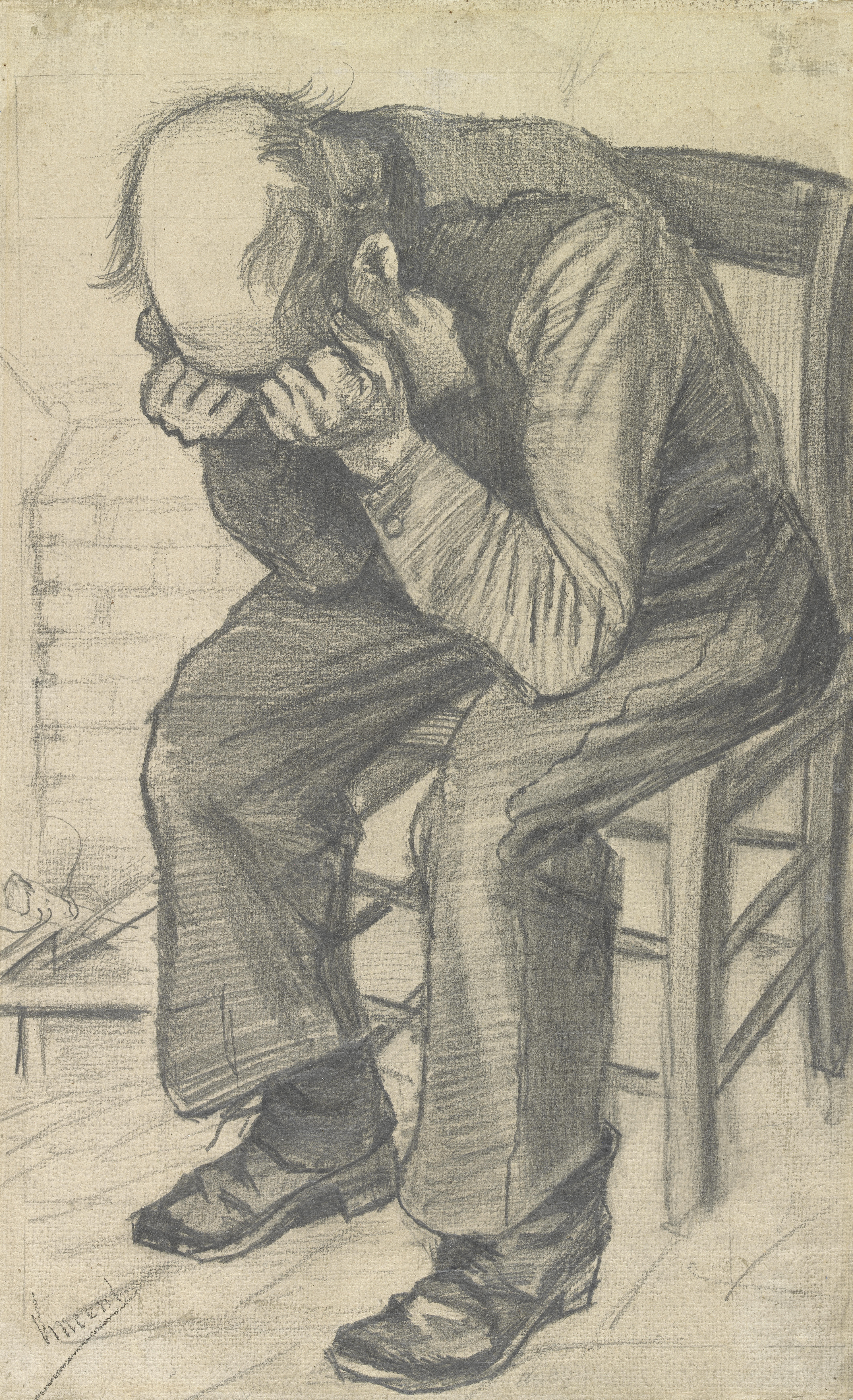
طراحی با مداد، ۱۸۸۲، موزه ون گوگ
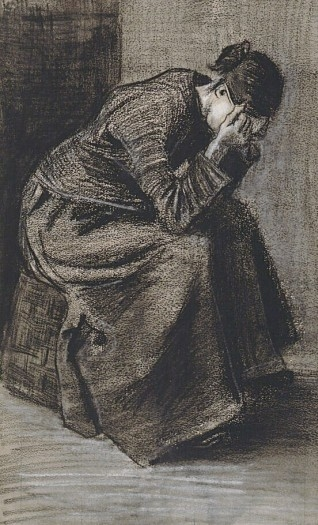
زن گریان نشسته بر سبد، چاپ سنگی، ۱۸۸۳، موزه کرولر-مولر

## یادداشت
1. ↑  Vincent
2. ↑  At Eternity's gate